# Дубище (Житомирская область)
Дуби́ще (укр. Дубище) — село на Украине, находится в Чудновском районе Житомирской области.
Код КОАТУУ — 1825882401. Население по переписи 2021 года составляет 824 человека. Почтовый индекс — 13211. Телефонный код — 4139. Занимает площадь 4,927 км².

## Адрес местного совета
13211, Житомирская область, Чудновский р-н, с. Дубище, ул. Ленина, 105/2